# Tre donne (Picasso)
Tre donne è un dipinto a olio su tela realizzato tra il 1908 ed il 1909 dal pittore spagnolo Pablo Picasso. Il quadro misura 200×178 cm ed è conservato a San Pietroburgo presso il Museo dell'Ermitage.
La tela mostra la forte influenza che ebbero in questo periodo su Picasso l'arte africana e i lavori di Braque.